# Roger Marston
Roger Marston (fallecido c. 1303) fue un franciscano inglés, maestro y escritor, uno de los más notables representantes de la escuela franciscana de Oxford de finales del siglo XIII que, como otros hermanos suyos en religión, como Mateo de Acquasparta, se formaron, y algunos enseñaron, tanto en París como en Oxford. Estudió en la Universidad de París durante los agitados años académicos de 1269 a 1272, y allí se encontró con los maestros franciscanos y dominicos más destacados de entonces, entre ellos y en particular John Peckham. Después pasó como maestro a Oxford en 1277, y a Cambridge en 1285. Más tarde fue elegido Ministro provincial de su provincia de Inglaterra, oficio que desempeñó de 1292 a 1298.

## Obras
Roger Marston dejó, entre otras, las siguientes obras: Cuestiones disputadas (De emanatione aeterna, De statu naturae lapsae y De anima) y cuatro Quodlibetos, aún inéditos. Marston se adhiere decididamente a la corriente agustiniana y es fiel seguidor de Buenaventura de Fidanza y de John Peckham, del que se sirve más frecuentemente. Ello motiva el que defienda las tesis clásicas de la escuela franciscana: el hilemorfismo universal, la pluralidad de formas sustanciales, las razones seminales, la materia prima como entidad positiva, la forma corporeitatis, la colligantia potentiarum, el conocimiento inmediato e indirecto de los seres singulares, la primacía de la voluntad sobre la razón, la iluminación divina, el tiempo eterno etc. Tiene a san Agustín de Hipona y a san Anselmo de Canterbury como las grandes autoridades indiscutibles, y los llama auténticos doctores y santos, en oposición a los filósofos paganos.
En su tratado De anima sigue la psicología agustiniana del conocimiento. La teoría gnoseológica de Roger Marston es bastante singular, pues comienza con Aristóteles y termina con Agustín. Hace hincapié en la importancia de la voluntad y la libertad como fuerzas fundamentales del desarrollo sobrenatural del creyente a fin de que el amor mantenga la primacía en la existencia. Por eso la teología entraña un aspecto afectivo, propio de la sabiduría cristiana.